# Peyrus
Peyrus est une commune française située dans le département de la Drôme, en région Auvergne-Rhône-Alpes.

## Géographie

### Localisation
La commune de Peyrus est située à 8 km à l'est de Chabeuil (chef-lieu du canton), à 20 km à l'est de Valence, à 23 km au sud de Romans-sur-Isère et à 30 km au nord de Crest.

### Relief et géologie
La commune est située sur les contreforts occidentaux du massif du Vercors, au pied des falaises dominant la vallée du Rhône, appelé la Raye sur cette partie. Les collines formant ces contreforts sont constituées de formations marneuses et de couches d'argile. Le fond de la vallée repose sur les cailloutis calcaires et les argiles de colluvionnement. Les falaises dominant le cirque de Peyrus sont caractéristiques du Vercors, lui donnant cet aspect de citadelle. Elles sont formées par les épaisses couches de calcaire urgonien (Crétacé inférieur). Ces calcaires compacts et fossilifères forment la majeure partie des hauts reliefs du massif. 
Peyrus, situé au début de la montée au col des Limouches par la route départementale D 68, constitue la principale entrée du massif du Vercors sur son versant ouest.

L'altitude, au village, est de 400 mètres et, au plus haut de la commune, de 1 100 mètres (Rancs du Touet).
De par ses caractéristiques morphologiques et climatiques, Peyrus est classé en zone agricole défavorisée de montagne

### Hydrographie
Le village de Peyrus est traversé par la Lierne, qu prend sa source dans la confluence de plusieurs talwegs drainant les versants des contreforts. Son alimentation pérenne la plus importante est une exsurgence en pied de coteaux marneux juste en amont du village. Dès cette source, le cours de la Lierne a été modifié pour alimenter un canal qui traverse le village, dont l'usage était d'alimenter plusieurs moulins. 

### Climat
Pour des articles plus généraux, voir Climat d'Auvergne-Rhône-Alpes et Climat de la Drôme.
Le climat de la commune est de type climat méditerranéen altéré, selon une étude du Centre national de la recherche scientifique s'appuyant sur une série de données couvrant la période 1971-2000. En 2020, Météo-France publie une typologie des climats de la France métropolitaine dans laquelle la commune est exposée à un climat de montagne ou de marges de montagne et est dans une zone de transition entre les régions climatiques « Moyenne vallée du Rhône » et « Alpes du nord ». 
Pour la période 1971-2000, la température annuelle moyenne est de 12 °C, avec une amplitude thermique annuelle de 17,4 °C. Le cumul annuel moyen de précipitations est de 1 087 mm, avec 8,7 jours de précipitations en janvier et 6,1 jours en juillet. Pour la période 1991-2020, la température moyenne annuelle observée sur la station météorologique de Météo-France la plus proche, « Valence-Chabeui », sur la commune de Chabeuil à 7 km à vol d'oiseau, est de 13,3 °C et le cumul annuel moyen de précipitations est de 873,9 mm,. Pour l'avenir, les paramètres climatiques de la commune estimés pour 2050 selon différents scénarios d'émission de gaz à effet de serre sont consultables sur un site dédié publié par Météo-France en novembre 2022.

### Voies de communication et transports
Traversé par la départementale 68, Peyrus est le dernier village avant l'ascension du plateau du Vercors par le col des Limouches. La route départementale traverse tout le village, qui s'étire sur l'ubac de la vallée, avec des passages étroits entre les maisons. En 1964, pour faire face à l'augmentation du trafic routier lié à l'attractivité touristique du col des Limouches pour toute la partie médiane de la vallée du Rhône (plaine de Valence), une déviation routière a été créée. Elle contourne le village par le fond de vallée sur 1,3 km.

## Urbanisme

### Typologie
Au 1er janvier 2024, Peyrus est catégorisée commune rurale à habitat dispersé, selon la nouvelle grille communale de densité à sept niveaux définie par l'Insee en 2022.
Elle est située hors unité urbaine. Par ailleurs la commune fait partie de l'aire d'attraction de Valence, dont elle est une commune de la couronne,. Cette aire, qui regroupe 71 communes, est catégorisée dans les aires de 200 000 à moins de 700 000 habitants,.

### Occupation des sols
L'occupation des sols de la commune, telle qu'elle ressort de la base de données européenne d’occupation biophysique des sols Corine Land Cover (CLC), est marquée par l'importance des forêts et milieux semi-naturels (60,2 % en 2018), une proportion identique à celle de 1990 (60,2 %). La répartition détaillée en 2018 est la suivante : 
forêts (59,5 %), terres arables (16,3 %), prairies (14,8 %), zones agricoles hétérogènes (4,5 %), zones urbanisées (4,2 %), milieux à végétation arbustive et/ou herbacée (0,7 %). L'évolution de l’occupation des sols de la commune et de ses infrastructures peut être observée sur les différentes représentations cartographiques du territoire : la carte de Cassini (XVIIIe siècle), la carte d'état-major (1820-1866) et les cartes ou photos aériennes de l'IGN pour la période actuelle (1950 à aujourd'hui). Comme pour la plupart des communes rurales de zones montagneuses, le paysage s'est refermé, avec le boisement de nombreux secteurs qui étaient jusqu'au milieu du XXe siècle des parcelles cultivées ou des prairies, principalement sur les versants ensoleillés qui font face au village. 
L'extrémité ouest du territoire communal, qui s'ouvre sur la vallée du Rhône, est encore occupé par une agriculture céréalière. Plusieurs cultures spécifiques, comme la lavande ou les herbes aromatiques, se sont développées sur ces coteaux en pente et bien exposés. La plupart de ces nouvelles cultures sont exploitées avec des pratiques respectueuses de l'environnement, classées en agriculture biologique. 

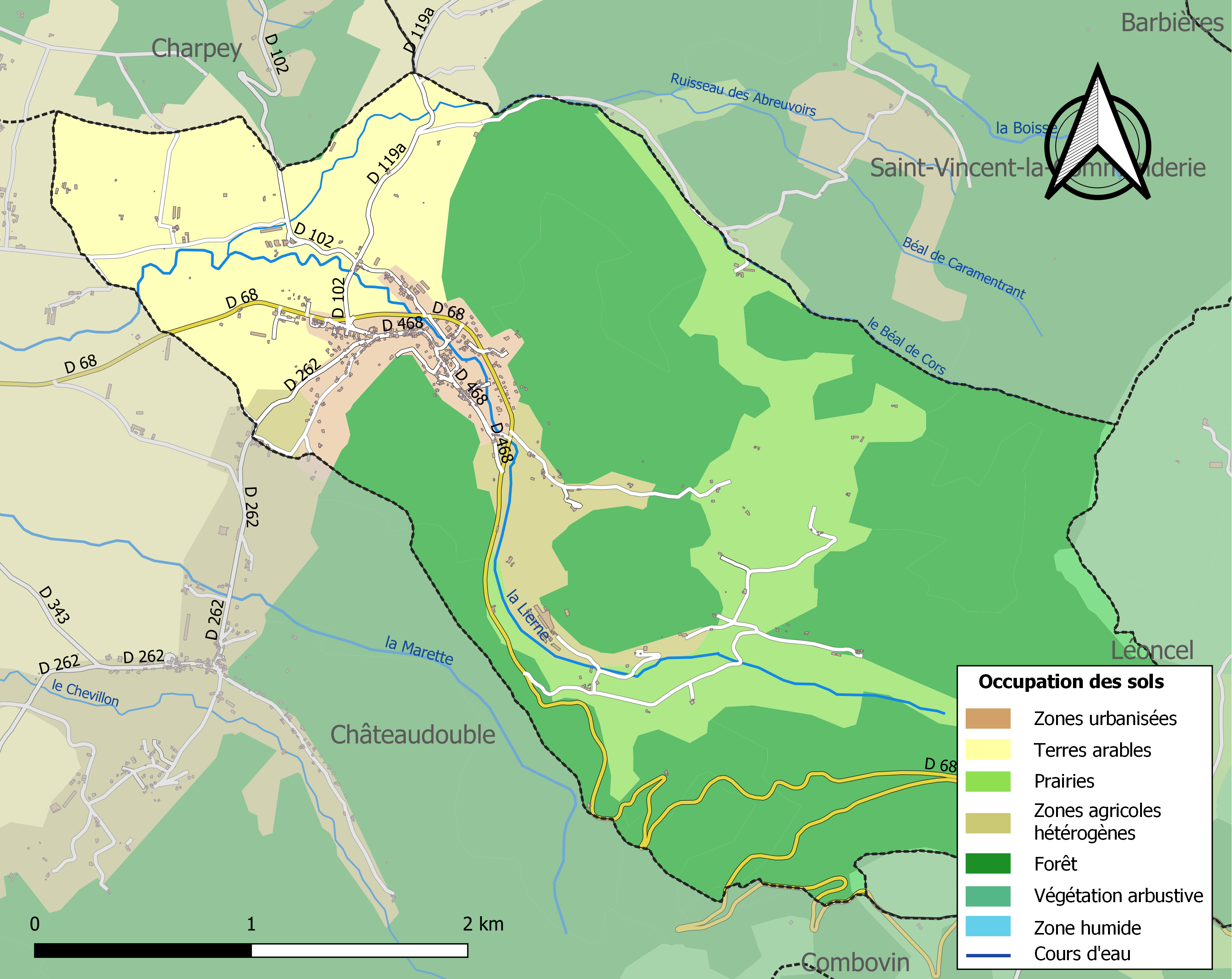
Carte des infrastructures et de l'occupation des sols de la commune en 2018 (CLC).

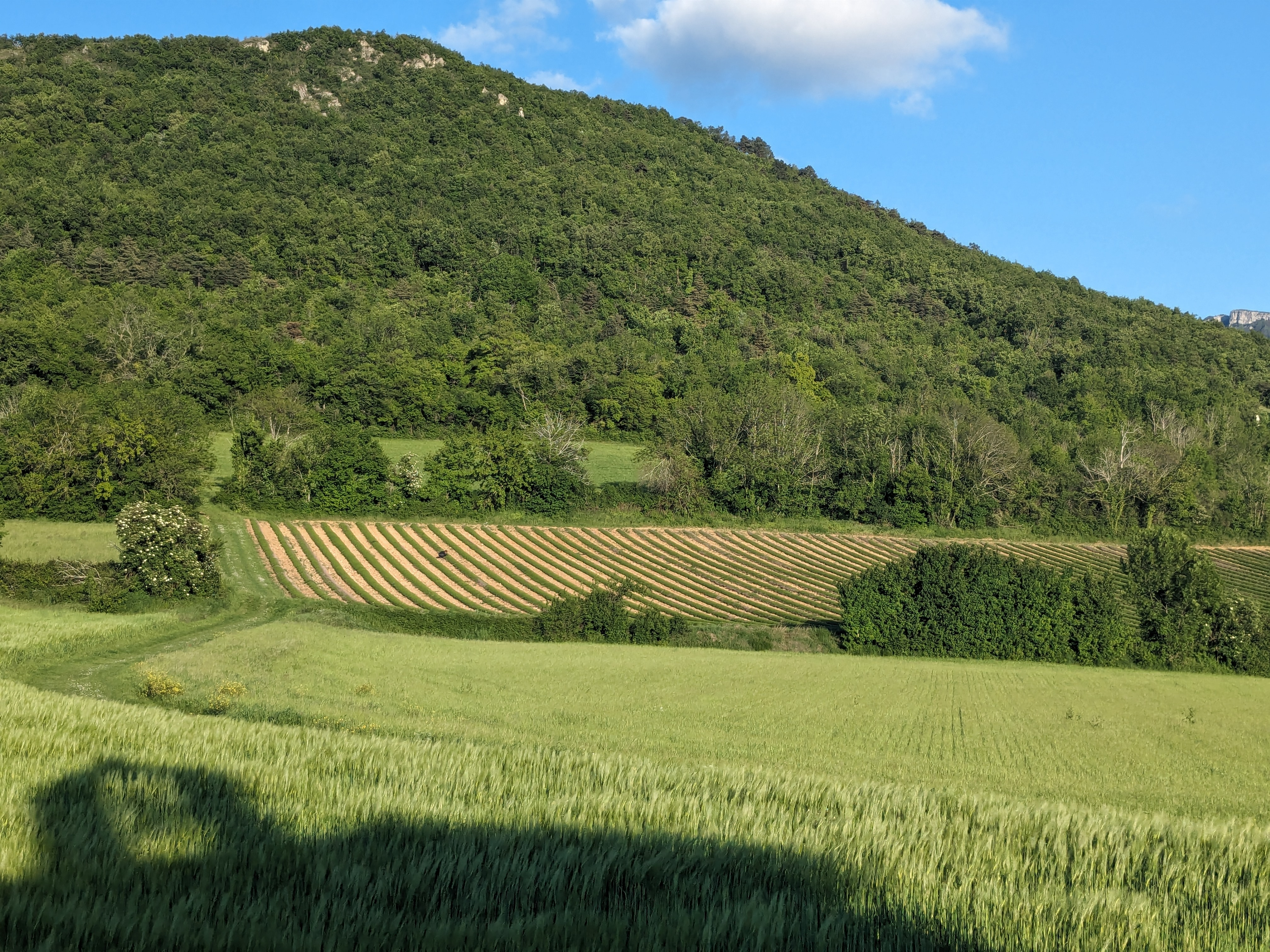
Cultures de céréales (Orge) et d'herbes aromatiques occupant les contreforts des collines dominant la vallée du Rhône.
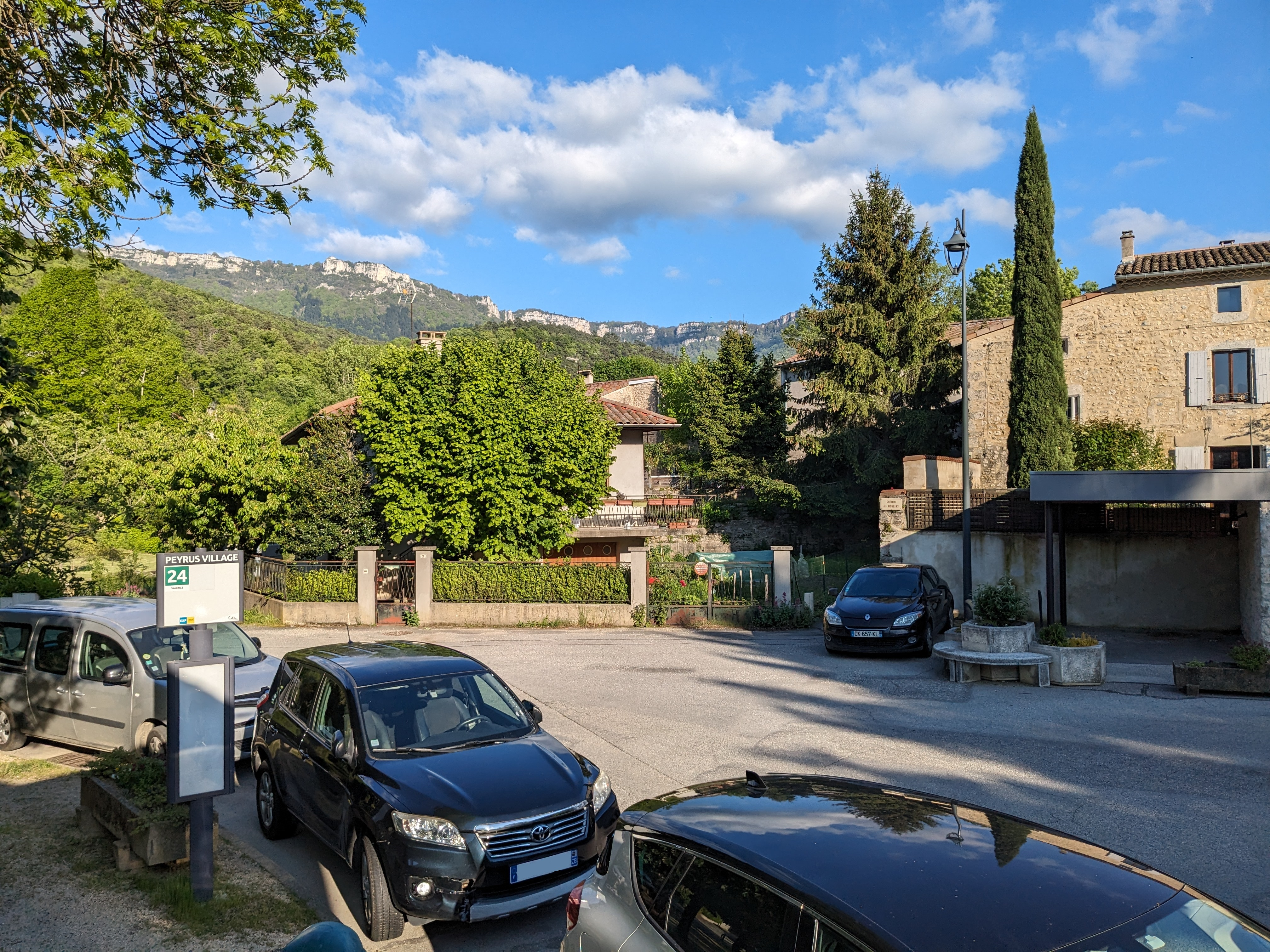
Place des Tilleuls à Peyrus (26).

### Morphologie urbaine
Village-rue accroché à l'ubac de la vallée.

## Toponymie

### Attestations
Dictionnaire topographique du département de la Drôme :
- 1198 : Peiruz et Peruz (cartulaire de Léoncel, 63) ;
- 1201 : Perus (cartulaire de Léoncel, 64) ;
- 1218 : Peyruts (cartulaire de Léoncel, 82) ;
- XIVe siècle : mention du prieuré : Prioratus de Peyrutz (pouillé de Valence) ;
- XVe siècle : mention de la paroisse : Cura Peyrussii (pouillé de Valence) ;
- 1468 : mention de l'église Saint-Pierre : Ecclesia Sancti Petri de Peyrucio (terrier de Beaumont-lès-Valence) ;
- 1549 : mention de la paroisse : Cura Perusii (pouillé de Valence) ;
- 1891 : Peyrus, commune du canton de Chabeuil.

### Étymologie
Le nom de Peyrus peut venir de deux racines possibles : soit d'un terme occitan "peyre", signifiant pierre, pierreux, empierré. Mais ce n'est pas le seul lieu pierreux de la région ! Une autre racine, également occitane, peirol, peirou, utilisée dans des toponymes en Ardèche, évoque une source bouillonnante. Or la "Font de Lierne" est la plus grosse exsurgence de la région et est probablement à l'origine des célèbres moulins de Peyrus, avant même l'établissement du village que l'on connaît aujourd'hui.

## Histoire
Pour un article plus général, voir Histoire de la Drôme.

### Préhistoire
Le site est occupé au Néolithique : vase d'époque chasséenne découvert dans les années 1960[réf. nécessaire].

### Antiquité: les Gallo-romains
- Présence d'une villa gallo-romaine (découverte en 1992) sous le cimetière actuel[réf. nécessaire].

### Du Moyen Âge à la Révolution

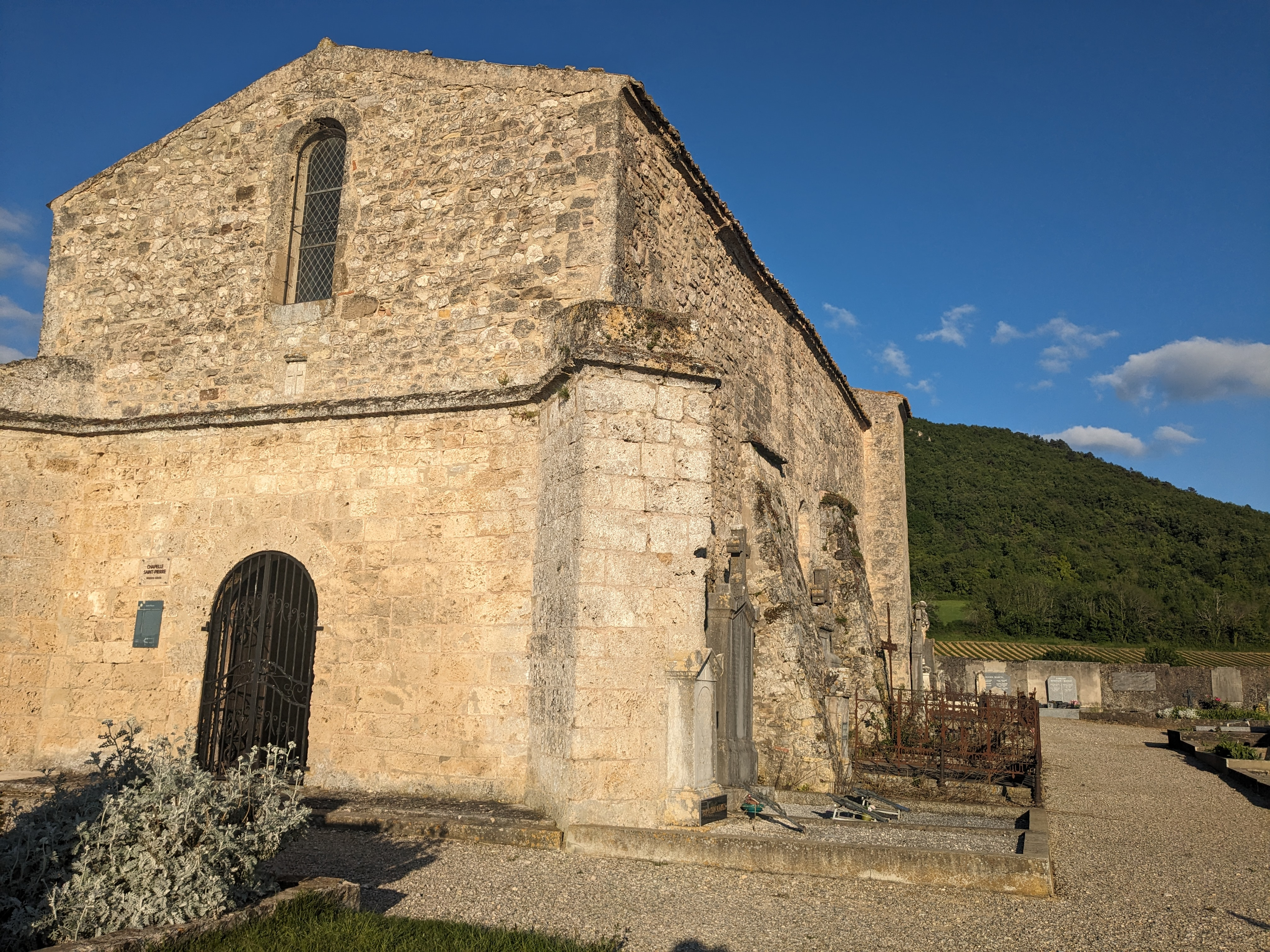
L'église St Pierre et le cimetière de Peyrus (26)

La seigneurie : au point de vue féodal, Peyrus faisait partie de la terre et du mandement de Châteaudouble (voir ce nom).
XIIe siècle : installation d'un prieuré par les bénédictins de La Chaise-Dieu (Auvergne)[réf. nécessaire].

C'est en 1198, lors de implantation d'un cellier viticole par les moines cisterciens de l'abbaye de Léoncel voisine, qu'apparaît le nom de Peruz pour désigner ce simple hameau de la seigneurie de Châteaudouble[réf. nécessaire].
1446 : la commune est rattachée à la France, avec le restes des possessions des Poitiers[réf. nécessaire].
XVIe siècle : le village est gagné par la Réforme et ravagé par les guerres de Religion, surtout entre 1577 et 1581, date de la destruction du château fort de Châteaudouble qui abritait des chefs protestants[réf. nécessaire].
 
La plupart des protestants durent partir après 1685 (Révocation de l'édit de Nantes) et le village perdit beaucoup de sa prospérité[réf. nécessaire].
XVIIIe siècle : le village retrouve une certaine prospérité. L'utilisation de la force motrice de l'eau permet la fabrication des draperies de laine, ainsi que la fabrication de papier (manufacture Cartelier, bâtie au XVIIe siècle, détruite au XXe)[réf. nécessaire].
1789 (démographie) : la paroisse comprend 200 chefs de famille (ou plus de 1 000 habitants).
Avant 1790, Peyrus était une paroisse du diocèse de Valence et de la communauté de Châteaudouble, dont l'église, dédiée à saint Pierre, était celle d'un prieuré de l'ordre de Saint-Benoît, uni dès le XVe siècle à celui de Beaumont-lès-Valence, dont le titulaire eut, de ce chef, jusqu'en 1790, la collation de la cure et les dîmes de cette paroisse (voir Saint-Pierre).

#### Saint-Pierre
Ancien prieuré de l'ordre de Saint-Benoît, filiation de la Chaise-Dieu, connu dès 1238, uni vers la fin du XIVe siècle à celui de Beaumont-lès-Valence, et dont le titulaire avait la collation de la cure et les dîmes de Peyrus.
- 1228 : Prioratus de Peirutz (cartulaire de Léoncel, 103).
- 1483 : Ecclesia Sancti Petri de Peyrucio (terrier de Beaumont-lès-Valence).
- 1725 : Saint Pierre de Peyrus (archives de la Drôme, B 537).
- 1891 : Saint-Pierre, chapelle et quartier de la commune de Peyrus.

### De la Révolution à nos jours
En 1790, cette paroisse devient une commune du canton de Chabeuil.
XIXe siècle : l'économie florissante permet le développement d'une bourgeoisie locale[réf. nécessaire].

## Politique et administration

### Liste des maires
| Période                                  | Période                       | Identité              | Étiquette | Qualité           |
| ---------------------------------------- | ----------------------------- | --------------------- | --------- | ----------------- |
| Les données manquantes sont à compléter. |                               |                       |           |                   |
| 1971                                     | 1981                          | Jean Robin            |           | agriculteur       |
| 1981                                     | 1983                          | Henri Magnat          |           | agriculteur       |
| 1983                                     | 2001                          | Jean-Claude Langdorph |           | commerçant        |
| mars 2001                                | 2014                          | Marie-Hélène Guillon  |           | Chef d'Entreprise |
| 2014                                     | En cours (au 20 février 2015) | Georges Deloche       |           | Retraité          |

## Population et société

### Démographie
L'évolution du nombre d'habitants est connue à travers les recensements de la population effectués dans la commune depuis 1793. Pour les communes de moins de 10 000 habitants, une enquête de recensement portant sur toute la population est réalisée tous les cinq ans, les populations de référence des années intermédiaires étant quant à elles estimées par interpolation ou extrapolation. Pour la commune, le premier recensement exhaustif entrant dans le cadre du nouveau dispositif a été réalisé en 2008.

En 2022, la commune comptait 576 habitants, en évolution de −4,79 % par rapport à 2016 (Drôme : +2,64 %, France hors Mayotte : +2,11 %).
| 1793  | 1800 | 1806  | 1821  | 1831  | 1836  | 1841 | 1846 | 1851 |
| ----- | ---- | ----- | ----- | ----- | ----- | ---- | ---- | ---- |
| 1 007 | 957  | 1 024 | 1 021 | 1 040 | 1 014 | 957  | 960  | 898  |

| 1856 | 1861 | 1866 | 1872 | 1876 | 1881 | 1886 | 1891 | 1896 |
| ---- | ---- | ---- | ---- | ---- | ---- | ---- | ---- | ---- |
| 850  | 807  | 790  | 665  | 617  | 561  | 526  | 454  | 466  |

| 1901 | 1906 | 1911 | 1921 | 1926 | 1931 | 1936 | 1946 | 1954 |
| ---- | ---- | ---- | ---- | ---- | ---- | ---- | ---- | ---- |
| 508  | 533  | 503  | 383  | 372  | 334  | 324  | 299  | 299  |

| 1962 | 1968 | 1975 | 1982 | 1990 | 1999 | 2006 | 2008 | 2013 |
| ---- | ---- | ---- | ---- | ---- | ---- | ---- | ---- | ---- |
| 215  | 227  | 249  | 296  | 423  | 488  | 582  | 609  | 616  |

| 2018 | 2022 | - | - | - | - | - | - | - |
| ---- | ---- | - | - | - | - | - | - | - |
| 606  | 576  | - | - | - | - | - | - | - |

### Enseignement
La commune est rattachée à l'académie de Grenoble.

### Manifestations culturelles et festivités
- Fête patronale : le 2 février[13].
- Fête communale : le 29 juin[13].
- L'association Les vieux pistons de la Raye, créée à Peyrus, organise le premier week-end mois d'août une exposition et des démonstrations de matériel agricole ancien, sur la place de Peyrus. Cette manifestation est désormais organisée à tour de rôle par plusieurs villages proches.
- Marché artisanal du 15 aout

#### Loisirs
Construite en 1969, la piscine de Peyrus reste un équipement exceptionnel pour une petite commune rurale. A ciel ouvert, elle n'est ouverte que les mois d'été. Dans un cadre exceptionnel, son rayon d'attractivité s'étend jusqu'à l'agglomération de Valence. A noter que son remplissage se fait directement avec l'eau de sources alimentant Peyrus.  
Une aire de décollage de parapente est installée sur rebord du plateau, aux Rancs du Touet. Une aire d’atterrissage est autorisée au lieu-dit l'Empereur.

Peyrus est le point de départ de l'itinéraire du GR 93, qui traverse le Vercors et continue dans le massif du Dévoluy jusqu'à la vallée de la Durance (lac de Peyssier, Plan-de-Vitrolles - Hautes Alpes). A noter, pour des raisons pratique d'accès, le départ du GR 93 est désormais balisé depuis la gare de Valence TGV

### Médias
Le territoire de la commune se situe dans l'aire de diffusion de plusieurs médias :
- Presse écrite
  - Le Dauphiné libéré, quotidien régional qui consacre, chaque jour, y compris le dimanche, dans son édition de « Valence-Drôme » un ou plusieurs articles à l'actualité du canton et de la commune, ainsi que des informations sur les éventuelles manifestations locales, les travaux routiers, et autres événements divers à caractère local.
  - L'Agriculture Drômoise, journal d'informations agricoles et rurales, couvre l'ensemble du département de la Drôme.
  - Drôme Hebdo (ancien Peuple Libre), hebdomadaire chrétien d'informations.
- Presse audio-visuelle
  - France Bleu est une radio publique diffusée sur son territoire.

## Économie
En 1992 : bois, pâturages, élevage.

## Culture locale et patrimoine

### Lieux et monuments
- Chapelle Saint-Pierre (MH) au cimetière et ruines du prieuré[13].
  - Chapelle romane de l'ancien prieuré Saint-Pierre (XIIe siècle), à l'extérieur du village[réf. nécessaire].
- Église (XIXe siècle) : bas-relief (XVIIe siècle) classé, statue polychrome[13].
  - Église paroissiale Saint-Pierre, dite du Vœu (fin XVIIe siècle, modifiée au XIXe siècle). Sa construction est liée au vœu du roi Louis XIII d'avoir un héritier mâle. L'église Saint-Pierre est une des treize églises construites en France en respect de ce vœu. Elle abrite un bas-relief en bois peint daté du XVIe siècle représentant la Dormition de la Vierge (origine inconnue)[réf. nécessaire].
- Parc du château Bruyas : restes (visibles en face de l'église, dans le parc de l'hôtel du Parc et du Commerce) d'une Folie en style Art-Nouveau de la fin du XIXe siècle, détruit presque entièrement vers 1913[réf. nécessaire].
- Notre-Dame des Champs fait partie de la centaine de statues de la Vierge et d'oratoires construits après la Deuxième Guerre mondiale, selon le vœu de l'évêque de Valence Mgr Camille Pic en 1944, par les villages épargnés des exactions des armées allemandes lors de la guerre. Celle de Peyrus se dresse sur les contreforts de la colline de Chabrette, dominant le cimetière et faisant face à la vallée du Rhône. Érigée en 1947 grâce à une collecte de fonds parmi les habitants de Peyrus, elle est l’œuvre de Duilio Donzelli, sculpteur réfugié à Valence[21].

### Patrimoine naturel
- Grotte des Piaroux[13].

### Personnalités liées à la commune
- Adolphe Ponet (1837-1900), journaliste lyonnais, polémiste, est né à Peyrus.

### Héraldique, logotype et devise
|  | Peyrus possède des armoiries dont l'origine et le blasonnement exact ne sont pas disponibles. |